# Pernille Blach Hansen
Pernille Blach Hansen (født 23. marts 1974 i Kjellerup) er en dansk tidligere politiker, tidligere regionsdirektør og cand.scient.pol. Hun var folketingsmedlem fra 1998 til 2007. Hun fik orlov fra Folketinget 1. maj 2006 efter være blevet ansat som direktør for miljø og teknik i Randers Kommune og udtrådte efterfølgende af Tinget 1. marts 2007.
Hun var folketingsmedlem for Viborg Amtskreds fra 11. marts 1998 til sin udtræden 1. marts 2007. Hun blev afløst af Ole Vagn Christensen.
Pernille Blach Hansen er datter af tidligere amtsborgmester i Viborg og tidligere regionsrådsformand i Midtjylland, Bent Hansen.
Hun gik på Kjellerup Skole 1980-90 og blev student fra Viborg Katedralskole i 1993. I 2000 blev hun cand.scient.pol. fra Aarhus Universitet. Som led i sit studium arbejdede hun på Amtsrådsforeningens kontor i Bruxelles 1997-98.
Fra 1997 var hun suppleant til bestyrelsen i Socialdemokratiet i Viborg Midtby samt partiets folketingskandidat i Kjellerupkredsen 1997-2000 og i Skivekredsen fra december 2000 til 2007.
Efter indvælgelsen i Folketinget i 1998 var hun partiets politiske ordfører 2000-2001 og miljøpolitisk ordfører fra 2000. Hun var næstformand i den socialdemokratiske folketingsgruppe fra 2001.
Hun var fra 2010 til 2016 ansat som bæredygtighedsdirektør og senere som vicepræsident i Grundfos. Før hun vendte tilbage til det offentlige som regionsdirektør i Region Midtjylland i 2019, arbejdede hun også to år som seniordirektør i LEGO Group.[kilde mangler] Pernille Blach Hansen stoppede som  regionsdirektør i 2023.